# 浦達雄
浦 達雄（うら たつお、1949年9月11日 - ）は、日本の地理学者。大阪観光大学観光学部長・教授。

## 経歴
石川県珠洲郡直村（現・珠洲市熊谷町）生まれ。都留文科大学文学部初等教育学科社会科地理専攻卒業後、立正大学大学院文学研究科修士課程地理学専攻修了。
川崎市立工業高等学校教諭（社会科：地理科目担当）、横浜商科大学商学部貿易観光学科非常勤講師を経て、別府大学短期大学部助教授、のち教授。その後、大阪明浄大学観光学部教授。2006年に同大学の名称変更により、大阪観光大学教授。
2006年、「別府温泉郷の観光地域形成に関する研究」で千葉大学より博士（学術）の学位を取得。

## 主著
- 『観光列島診断スーパーマニュアル－観光地の魅力測定法－』（共著）〈たいせい〉、156頁、1992年5月11日
- 『観光学辞典』（分担執筆）〈同文舘〉、268頁、1997年12月26日
- 『観光地の成り立ち－温泉・高原・都市』（単著）〈古今書院〉、190頁、1998年6月1日（2001年5月1日再版）
- 『観光診断ケーススタディ』（共著）〈たいせい〉、184頁、1999年9月30日（2005年4月第2刷）
- 『観光の新たな潮流』（共著）（同文舘出版）190頁、2003年11月30日
- 『観光地域社会の構築』（分担執筆）（同文舘出版）、295頁、2006年3月31日
- 『観光学入門』（共著）（晃陽書房）
- 『競争時代における観光からの地域づくり戦略』（分担執筆）（同文舘出版）
- 『私の北京物語－我想見你－』（単著）